# Bythiospeum haessleini
Bythiospeum haessleini is een slakkensoort uit de familie van de Hydrobiidae. De wetenschappelijke naam van de soort is voor het eerst geldig gepubliceerd in 1939 door Zwanziger.